# Campsicnemus paradoxus
Campsicnemus paradoxus är en tvåvingeart som först beskrevs av Johan August Wahlberg 1844.  Campsicnemus paradoxus ingår i släktet Campsicnemus och familjen styltflugor. Arten är reproducerande i Sverige. Inga underarter finns listade i Catalogue of Life.